# Ardingly
Ardingly är en ort och civil parish i Storbritannien.   Den ligger i grevskapet West Sussex och riksdelen England, i den södra delen av landet, 50 km söder om huvudstaden London. Ardingly ligger 112 meter över havet och antalet invånare är 1 833.
Terrängen runt Ardingly är platt. Runt Ardingly är det tätbefolkat, med 319 invånare per kvadratkilometer. Närmaste större samhälle är Crawley, 10,3 km nordväst om Ardingly. Trakten runt Ardingly består i huvudsak av gräsmarker.